# Bauvorschrift
Bauvorschrift, engl. Certification Specification (CS) ist im deutschen Luftrecht eine Bezeichnung  für die Anforderungen, die an ein Fluggerät durch die Zulassungsbehörden gestellt werden. Alternative Bezeichnungen sind  Lufttüchtigkeitsforderung und Zulassungsforderung.
Abhängig vom Typ eines Fluggerätes wurden bindende Spezifikationen erlassen, welche in der Luftverkehrs-Zulassungs-Ordnung (LuftVZO) der Bundesrepublik Deutschland definiert sind. Die Musterzulassung wird in Deutschland vom Luftfahrt-Bundesamt oder der Europäischen Agentur für Flugsicherheit erteilt.
Gängige Typen von Luftfahrtgerät sind die Kategorien „Passagier-Transportflugzeug“, „Segelflugzeug“, „Luftfahrtgerät der allgemeinen Luftfahrt, des Kunstfluges und der Zubringer“ und andere. Auch für die Antriebe wie Propellerantriebe existieren eigene Bauvorschriften.
Die Landesbauordnungen enthalten vielfach Ermächtigungen an die Gemeinden zum Erlass örtlicher Bauvorschriften (Satzungen) zur Baugestaltung, beispielsweise über besondere Anforderungen an die äußere Gestaltung baulicher Anlagen zur Erhaltung und Gestaltung des Ortsbildes.